# OpenTK
OpenTK (afkorting van Open Toolkit) is een vrij softwarepakket dat hoofdzakelijk bedoeld is voor het programmeren van games in een .NET- of Mono-omgeving. Dit zijn onder meer C#, VB.Net, C++/CLI, F# en Boo. Het is een verzameling van vier standaarden: OpenAL, OpenCL, OpenGL en OpenGL ES (alleen voor ingebedde systemen). Hiermee stelt het de programmeur in staat om zowel grafische 3d-beelden te genereren en geluid te programmeren voor zijn games. Verder bevat de programmabibliotheek ook implementaties voor invoer en uitvoer, het bouwen van een Grafische gebruikersomgeving en wiskundige functies.

## Geschiedenis
OpenTK ontstond hoofdzakelijk ter ondersteuning van OpenGL bij het schrijven van games, en bijgevolg een alternatief te bieden voor DirectX van Microsoft. Voordeel hierbij is dat OpenTK gebouwd werd vanuit de filosofie dat een programma op bijna alle platformen kan werken, terwijl DirectX uitsluitend voor het Windows platform bedoeld is. Op 24 mei 2010 werd versie 1.0 gelanceerd. Toch waren al een geruime tijd ervoor beta-versies van de software beschikbaar, waarmee ontwikkelaars konden experimenteren en verbeteren.

## Platformen
Momenteel is OpenTK beschikbaar op volgende besturingssystemen:
- Linux/X11
- Mac OS X
- Unix/X11 (experimenteel)
- Windows 98 en hoger